# Mistrovství světa v taekwondu
Mistrovství světa v taekwondu je sportovní akce s historií od sedmdesátých let dvacátého století.
V současné době organizují Mistrovství světa v taekwondu tři silné světové sportovní federace.
- WTF – olympijské taekwondo
- ITF I – federace taekwonda ITF I (Trân Triêu Quân, Pablo Trajtenberg) tzv. Americká ITF, se silným vlivem zemí amerického kontinentu
- ITF II – federace taekwonda ITF II (Čang Ung) tzv. Severokorejská ITF, se silným vlivem zemí bývalého východního bloku

Olympijské taekwondo WTF zastupuje v Česku Český svaz Taekwondo WTF. V Česku má dlouhou tradici výuka taekwonda dle metodiky Českého svazu Taekwon-Do ITF, která po smrti tvůrce taekwonda a zakladatele ITF Čchö Hong-huije v roce 2002 a následném rozpadu ITF se přiklonila na stranu Čang Ungova ITF. Konkurenční ITF dnes vedená Pablo Trajtenbergem má v Česku zastoupení v České národní unii Taekwon-Do ITF a České federaci Taekwon-Do ITF.
Rozpad ITF v roce 2002 znamenal vznik dalších federací ITF. Většina z těchto slabších ITF federací pořádá vlastní mistrovství světa. Z těchto federací tvořených "garážovými" kluby stojí za zmínku mezinárodní federace ITF vedená synem Čchö Hong-huije panem Čchö Čong-hwanem, která má v Česku zastoupení Českou Taekwon-Do I.T.F. Asociací. Tato česká asociace sdružuje tři kluby v okrese Znojmo.

## Úspěchy českých reprezentantů
V olympijském taekwondo WTF Češi na medaili z mistrovství světa stále čekají. Maximum českých reprezentantů v kjoruki bývá postup do druhého kola. Nejdále se pavoukem dostala do čtvrtfinále na mistrovství světa v Muču v roce 2017 Iveta Jiránková ve váze do 62 kg.
V taekwondu ITF je česká reprezentace úspěšná. Především po rozdělení ITF v roce 2002 vozí z mistrovství světa vysoký počet medailí. V matsogi jsou mistry světa Jan Mraček, Michal Košátko, Radka Dlouhá a Vojtěch Fiala, který titul získal na posledním Mistrovství světa v Plovdivu.

## Jednotlivé ročníky s vítězi v zápasu
- WTF zápas – kjoruki (겨루기)
- ITF zápas – matsoki (맞서기)

### Muži

#### WTF
Olympijské taekwondo s odlišnými pravidly zápasu od ITF. Patrný rozdíl je v počtu chráničů taekwondistů, WTF taekwondisté nosí na těle ochrannou vestu a například minimálně v zápasu využívají techniky rukou. Úder rukou do obličeje je v soutěžích WTF zakázán. Jedná se tedy o ryze sportovní zápas. Centrum taekwonda WTF je Jižní Korea.
| rok  | místo        |               |               |              |              |                   |                 |                |              |                |
| ---- | ------------ | ------------- | ------------- | ------------ | ------------ | ----------------- | --------------- | -------------- | ------------ | -------------- |
| 1973 | Soul         |               |               |              |              |                   |                 |                |              |                |
| 1975 | Soul         |               |               |              |              |                   |                 |                |              |                |
| 1977 | Chicago      |               |               |              |              |                   |                 |                |              |                |
| 1979 | Sindelfingen |               |               |              |              |                   |                 |                |              |                |
| 1982 | Guayaquil    |               |               |              |              |                   |                 |                |              |                |
| 1983 | Kodaň        |               |               |              |              |                   |                 |                |              |                |
| rok  | místo        | −50 kg        | −54 kg        | −58 kg       | −64 kg       | −70 kg            | −76 kg          | −76 kg         | −83 kg       | +83 kg         |
| 1985 | Soul         | I Son-čang    | Kim J.-s.     | Ju M.-sik    | Han Če-ku    | Pak Pong-kwon     | Čong Kuk-hjun   | Čong Kuk-hjun  | I Dong-čun   | H. Meijer      |
| 1987 | Barcelona    | Im Song-uk    | Kang Č.-mo    | Ju M.-sik    | Li Č.-s.     | Jang Te-sung      | Čong Kuk-hjun   | Čong Kuk-hjun  | I Kje-heng   | M. Arndt       |
| 1989 | Soul         | Kwon Te-ho    | Kim Č.-ho     | Ham Čun      | Čang H.      | Jang Te-sung      | I Hjun-suk      | I Hjun-suk     | Čong J.-s.   | A. Chajry      |
| 1991 | Athény       | G. Salim      | Kim Č.-ho     | Á. Alonso    | Čang H.      | Jang Te-sung      | Pak Jong-un     | Pak Jong-un    | Jun Sun-č.   | T. Sørensen    |
| 1993 | New York     | Čin S.-te     | J. Argudo     | Kim In-jung  | Kim P.-č.    | Pak Če-sin        | Im Jong-ho      | Im Jong-ho     | M. Meloul    | Kim Če-k.      |
| 1995 | Manila       | Čin S.-te     | C. Kutluca    | Čchang Te-s. | Kim P.-uk    | A. Acharki        | J. J. Márquez   | J. J. Márquez  | I Dong-wan   | Kim Če-k.      |
| 1997 | Hongkong     | J. A. Ramos   | Čin S.-te     | Chuang Či-s. | Kim In-dong  | T. Husejn         | J. J. Márquez   | J. J. Márquez  | I Dong-wan   | Kim Če-k.      |
| rok  | místo        | −54 kg        | −54 kg        | −58 kg       | −62 kg       | −67 kg            | −72 kg          | −78 kg         | −84 kg       | +84 kg         |
| 1999 | Edmonton     | Min Pjong-sok | Min Pjong-sok | Jun Čong-il  | Ko Te-kju    | No Hjun-ku        | H. Sají         | Čang Čong-o    | M. Aflakí    | Mun Te-song    |
| 2001 | Čedžu        | Čchö Jon-ho   | Čchö Jon-ho   | B. Chodadad  | Kang N.-w.   | N. Pašajev        | S. López        | M. Doucara     | B. Tanrıkulu | F. Greevink    |
| 2003 | Garmisch-Pa. | Čchö Jon-ho   | Čchö Jon-ho   | Ču Mu-jen    | Chuang Či-s. | Kang N.-w.        | Kim Kjo-sik     | S. López       | J. Karamí    | M. Rostamí     |
| 2005 | Madrid       | Kim Čin-hui   | Kim Čin-hui   | Ko Sok-hwa   | Kim Če-sik   | M. López          | H. Sají         | S. López       | O Son-tek    | R. Montesinos  |
| 2007 | Peking       | Čchö Jon-ho   | Čchö Jon-ho   | J. A. Ramos  | F. Grgić     | G. Viera          | Sung Jü-čchi    | S. López       | B. Tanrıkulu | D. M. Keïta    |
| rok  | místo        | −54 kg        | −54 kg        | −58 kg       | −63 kg       | −68 kg            | −74 kg          | −80 kg         | −87 kg       | +87 kg         |
| 2009 | Kodaň        | Čchö Jon-ho   | Čchö Jon-ho   | J. González  | Jom Hjo-sop  | M. Bagerí Motamed | Kim Čun-te      | S. López       | B. Tanrıkulu | D. M. Keïta    |
| 2011 | Kjongdžu     | C. Khawlaor   | C. Khawlaor   | J. González  | I Te-hun     | S. Tazegül        | A. Nasr'Azadaní | F. Abdolláhí   | J. Karamí    | Čo Čchol-ho    |
| 2013 | Puebla       | Kim Te-hun    | Kim Te-hun    | Čcha Te-mun  | I Te-hun     | B. Asbagí         | U. Adriano      | T. Güleç       | R. Alba      | A. Obame       |
| 2015 | Čeljabinsk   | Kim Te-hun    | Kim Te-hun    | F. Ašurzade  | J. Achab     | S. Tazegül        | M. Hadžízavare  | M. Chodabachši | R. Isajev    | D. Šokin       |
| 2017 | Muču         | Kim Te-hun    | Kim Te-hun    | Čong Jun-čo  | Čao Šuaj     | I Te-hun          | M. Chramcov     | M. Bejgí       | A. Bachmann  | A. R. Issoufou |

#### ITF původní
ITF založena tvůrcem taekwonda Čchö Hong-huijem. Po jeho smrti v roce 2002 došlo k neshodám o nástupnictví a rozdělení ITF na dvě silné federace, které používají stejný název a stejné logo.
| rok  | místo            |             |             |           |               |                |                |
| ---- | ---------------- | ----------- | ----------- | --------- | ------------- | -------------- | -------------- |
| 1974 | Montréal         |             |             |           |               |                |                |
| 1978 | Oklahoma         |             |             |           |               |                |                |
| 1981 | ?                |             |             |           |               |                |                |
| 1984 | Glasgow          |             |             |           |               |                |                |
| 1987 | Athény           |             |             |           |               |                |                |
| 1988 | Budapešť         |             |             |           |               |                |                |
| 1990 | Montréal         |             |             |           |               |                |                |
| rok  | místo            | −54 kg      | −63 kg      | −71 kg    | −80 kg        | +80 kg         | +80 kg         |
| 1992 | Pchjongjang      | Hong Č.-h.  | Hwang Su-il | Kim S.-č. | P. Guénette   | P. Szymanowski | P. Szymanowski |
| 1994 | Kuala Terengganu | P. Tapilatu | S. Tapilatu | R. Rieiro | F. Caiazzo    | H. Cisternas   | H. Cisternas   |
| 1997 | Petrohrad        | Š. Berdijev | V. Nam      | D. Kerr   | B. Lyon       | R. Faber       | R. Faber       |
| 1999 | Buenos Aires     | Čong Hwi-s. | T. Barada   | D. Kerr   | T. Idzikowski | A. Hamper      | A. Hamper      |
| 2001 | Rimini           | M. Moskaluk | T. Barada   | D. Kerr   | Z. Galešić    | D. Idzikowski  | D. Idzikowski  |

#### ITF I
ITF I dříve vedená Kanaďanem Trân Triêu Quânem, dnes Argentincem Pablo Trajtenbergem. K této části ITF se přiklonily silné národní federace Polska, Slovinska, Německa a prakticky celá západní a severní Evropa. Silnými partnery jsou dále státy amerického kontinentu Kanada, Spojené státy americké, Argentina nebo Brazílie.
| rok  | místo         | −54 kg       | −63 kg       | −71 kg        | −80 kg             | +80 kg        | +80 kg        |
| ---- | ------------- | ------------ | ------------ | ------------- | ------------------ | ------------- | ------------- |
| 2003 | Varšava       | I. Serrano   | T. Barada    | N. Ernest     | D. Działa          | D. Idzikowski | D. Idzikowski |
| 2005 | Dortmund      | R. Ljutić    | A. Szymański | C. Ryan       | D. Działa          | I. Protti     | I. Protti     |
| 2007 | Quebec        | M. Bujold    | M. Cadle     | E. Pütz       | J. Batista         | D. Turnes     | D. Turnes     |
| 2009 | Mar del Plata | A. Leonov    | L. Woods     | A. Gritzen    | J. Batista         | D. Turnes     | D. Turnes     |
| 2011 | Wellington    | L. Quintas   | J. Carlos    | G. Rudolf     | C. van Roon        | M. Potočnik   | M. Potočnik   |
| rok  | místo         | −57 kg       | −63 kg       | −70 kg        | −78 kg             | −85 kg        | +85 kg        |
| 2013 | Benidorm      | D. Bezverhij | J. Carlos    | S. Oliva      | H. Polden          | D. Messineo   | M. Madaian    |
| 2015 | Jesolo        | J. Ramberg   | S. Ljutić    | D. FitzGibbon | C. Adolfs          | S. O'Rourke   | Z. Espi       |
| 2017 | Dublin        | J. Williams  | J. Carlos    | A. Shelley    | R. Phillips-Harris | A. Ramadan    | I. Hryščuk    |
| 2019 | Inzell        | V. Solovej   | J. Carlos    | M. Naurdinov  | A. Rintanen        | D. Demčišyn   | S. Luraschi   |
| 2023 | Tampere       |              |              |               |                    |               |               |
| 2025 | Poreč         |              |              |               |                    |               |               |
| 2027 | Budapešť      |              |              |               |                    |               |               |

#### ITF II
ITF I vedená Severokorejcem Čang Ungem. K této části ITF se přiklonily silné národní federace Ruska, Ukrajiny, Řecka, Bulharska, Tádžikistánu a především Česka. Centrem této jinak zvané severokorejské ITF je Severní Korea, kde od roku 1979 vyučoval taekwondo zakladatel Čchö Hong-hui. Česko má přímou vazbu na původní korejskou školu taekwonda v osobě Hwang Ho-jonga, který působí v Česku (Československu) od konce osmdesátých let dvacátého století.
| rok  | místo          | −54 kg               | −54 kg     | −63 kg        | −71 kg             | −80 kg         | +80 kg          | +80 kg          | +80 kg        | +80 kg           |
| ---- | -------------- | -------------------- | ---------- | ------------- | ------------------ | -------------- | --------------- | --------------- | ------------- | ---------------- |
| 2003 | Soluň          | M. Starcev           | M. Starcev | Čong H.-s.    | M. Sydorenko       | Pu S.-min      | A. Irgašev      | A. Irgašev      | A. Irgašev    | A. Irgašev       |
| 2005 | Sunshine Coast | N. Kagimov           | N. Kagimov | A. Shamanin   | J. Mraček          | M. Košátko     | A. Krylov       | A. Krylov       | A. Krylov     | A. Krylov        |
| rok  | místo          | −50 kg               | −57 kg     | −64 kg        | −71 kg             | −78 kg         | −85 kg          | +85 kg          | +85 kg        | +85 kg           |
| 2007 | Bled           | M. Sattorov          | Či Č.-kuk  | D. Myrošnyk   | A. Taras           | J. Mraček      | G. Alvarado     | A. Koptěv       | A. Koptěv     | A. Koptěv        |
| 2009 | Petrohrad      | Kim Un Hyok          | A. Bakirov | A. Evdkimov   | V. Nazin           | D. Sayfiddinov | Pak Yong Bom    | N. Kehayov      | N. Kehayov    | N. Kehayov       |
| 2011 | Pchjongjang    | B. Baglajev          | J. Ocimik  | Pak S.-hak    | I M.-čin           | D. Jakovlev    | D. Turajev      | M. Šušnjar      | M. Šušnjar    | M. Šušnjar       |
| 2013 | Sofie          | Kim Č.-hak           | J. Ocimik  | Im I-sok      | Hong P.            | Han S.-min     | A. Kres         | D. Marcevič     | D. Marcevič   | D. Marcevič      |
| 2015 | Plovdiv        | M. Sapun             | J. Ocimik  | Im I-sok      | F. Muchamedov      | S. Strežněv    | D. Bilinkevyč   | Š. Rami         | Š. Rami       | Š. Rami          |
| 2017 | Pchjongjang    | I. K.-il             | J. Ocimik  | Wang M.-k.    | S. Arakeljan       | A. Klymenko    | A. Kres         | N. Petkov       | N. Petkov     | N. Petkov        |
| rok  | místo          | −52 kg               | −58 kg     | −64 kg        | −71 kg             | −78 kg         | −85 kg          | −85 kg          | −92 kg        | +92 Kg           |
| 2019 | Plovdiv        | Mullojonov Muhsinjon | Fu Maxim   | Ipatau Maksim | Ibragimov Siyovush | Shau Rami      | Simakov Dmitrii | Simakov Dmitrii | Fiala Vojtěch | Mikhailov Nikita |

### Ženy

#### WTF
| rok  | místo        | −43 kg               | −47 kg               | −51 kg          | −55 kg          | −60 kg              | −65 kg         | −65 kg          | −70 kg          | +70 kg          |
| ---- | ------------ | -------------------- | -------------------- | --------------- | --------------- | ------------------- | -------------- | --------------- | --------------- | --------------- |
| 1987 | Barcelona    | Čang U-suk           | Paj Jün-jao          | T. Yerlisuová   | Kim So-jung     | I Un-jung           | C. Bistuerová  | C. Bistuerová   | M. de Jonghová  | L. Loveová      |
| 1989 | Soul         | Čchin Jü-f.          | Won Sun-čin          | Čong Nam-suk    | Kim So-jung     | I Un-jung           | A. Silsbyová   | A. Silsbyová    | L. Zeleová      | Čong Wan-suk    |
| 1991 | Athény       | E. Delgadová         | A. Tanová            | Pak Dong-son    | Tchung Ja-lin   | Čong Un-ok          | A. Limasová    | A. Limasová     | Jang In-dok     | L. Loveová      |
| 1993 | New York     | I. Cruzadová         | Ju Su-mi             | Tchang C.-w.    | I Sung-min      | M. J. Santolariaová | Kim Mi-jung    | Kim Mi-jung     | Pak Un-son      | Čong Mjong-suk  |
| 1995 | Manila       | Chuang Č.-ť.         | H. B. Tosunová       | Won Sun-čin     | I Sung-min      | Pak Kjong-suk       | Čo Hjang-mi    | Čo Hjang-mi     | I. Ruizová      | Čong Mjong-suk  |
| 1997 | Hongkong     | Jang So-huí          | Čchi Šu-ču           | Hwang Un-suk    | Čong Če-un      | Kang He-un          | Čo Hjang-mi    | Čo Hjang-mi     | U Un-jung       | Čong Mjong-suk  |
| rok  | místo        | −47 kg               | −47 kg               | −51 kg          | −55 kg          | −59 kg              | −63 kg         | −67 kg          | −72 kg          | +72 kg          |
| 1999 | Edmonton     | B. Asensiová         | B. Asensiová         | Čchi Šu-ču      | Wang Su         | Kang He-un          | Čo Hjang-mi    | E. Benítezová   | Kim Jun-kjong   | Kao Čching-ji   |
| 2001 | Čedžu        | K. Selimoğluová      | K. Selimoğluová      | I Hje-jun       | Čong Če-un      | Čang Či-won         | Kim Jon-či     | Kim Hje-mi      | S. Stevensonová | Šin Kjong-hjon  |
| 2003 | Garmisch-Pa. | B. Yagüeová          | B. Yagüeová          | I Či-hje        | Ha Čong-jon     | A. Athanasopuluová  | Kim Jon-či     | I Son-hui       | Luo Wej         | Jun Hjon-čong   |
| 2005 | Madrid       | B. Asensiová         | B. Asensiová         | Wang Jing       | Kim Po-hje      | D. Lópezová         | E. Díazová     | Hwang K.-son    | N. Falavignaová | Šin Kjong-hjon  |
| 2007 | Peking       | Wu Ťing-jü           | Wu Ťing-jü           | B. Yagüeová     | Čong Čin-hui    | I Song-hje          | K. Sergerieová | Hwang K.-son    | M. Espinozaová  | Čchen Čung      |
| rok  | místo        | −46 kg               | −46 kg               | −49 kg          | −53 kg          | −57 kg              | −62 kg         | −67 kg          | −73 kg          | +73 kg          |
| 2009 | Kodaň        | Pak Hjo-či           | Pak Hjo-či           | B. Yagüeová     | D. Pelhamová    | Chou Jü-čuo         | Im Su-čong     | G. Épangueová   | Chan Jing-jing  | R. Simónová     |
| 2011 | Kjongdžu     | Kim So-hui           | Kim So-hui           | Wu Ťing-jü      | A. Zaninovićová | Chou Jü-čuo         | R. Nisaisomová | S. Stevensonová | G. Épangueová   | A.-C. Graffeová |
| 2013 | Puebla       | Kim So-hui           | Kim So-hui           | C. Sonkhamová   | Kim Ju-čin      | Kim So-hui          | C. Martonová   | H. Niaréová     | G. Hernándezová | O. Ivanovová    |
| 2015 | Čeljabinsk   | P. Wongpattanakitová | P. Wongpattanakitová | Ha Min-a        | Im Kum-pjol     | M. Hamadaová        | İ. Yamanová    | Čuang Ťia-ťia   | O Hje-i         | B. Waldenová    |
| 2017 | Muču         | Sim Če-jung          | Sim Če-jung          | V. Stankovićová | Z. Ağrısová     | I A-um              | R. Gbagbiová   | N. Tatarová     | M. Mandićová    | B. Waldenová    |

#### ITF původní
| rok  | místo            |                |               |                 |                    |               |               |
| ---- | ---------------- | -------------- | ------------- | --------------- | ------------------ | ------------- | ------------- |
| 1974 | Montréal         |                |               |                 |                    |               |               |
| 1978 | Oklahoma         |                |               |                 |                    |               |               |
| 1981 | ?                |                |               |                 |                    |               |               |
| 1984 | Glasgow          |                |               |                 |                    |               |               |
| 1987 | Athény           |                |               |                 |                    |               |               |
| 1988 | Budapešť         |                |               |                 |                    |               |               |
| 1990 | Montréal         |                |               |                 |                    |               |               |
| rok  | místo            | −52 kg         | −58 kg        | −63 kg          | −70 kg             | +70 kg        | +70 kg        |
| 1992 | Pchjongjang      | Kim Jong-son   | Kim Jong-sil  | M. Fernándezová | Kim Hje-kjong      | Čang Kjong-ok | Čang Kjong-ok |
| 1994 | Kuala Terengganu | M. Carullová   | R. Dlouhá     | E. Angelovová   | M. Jabłonowská     | Čang Kjong-ok | Čang Kjong-ok |
| 1997 | Petrohrad        | Kang Jong-e    | K. Lezamaová  | Kim Jong-son    | D. Majorkiewiczová | A. Kimová     | A. Kimová     |
| 1999 | Buenos Aires     | B. Tapilatuová | J. Crossová   | Kim Jong-son    | N. Kapulicová      | Čang Kjong-ok | Čang Kjong-ok |
| 2001 | Rimini           | B. Tapilatuová | Kim Hjong-nam | O Song-hui      | I Čun-hui          | B. Sasseová   | B. Sasseová   |

#### ITF I
| rok  | místo         | −52 kg           | −58 kg       | −63 kg               | −70 kg          | +70 kg           | +70 kg           |
| ---- | ------------- | ---------------- | ------------ | -------------------- | --------------- | ---------------- | ---------------- |
| 2003 | Varšava       | C. Menegazzová   | J. Crossová  | J. Lipová            | A. Coronelová   | P. Gareliková    | P. Gareliková    |
| 2005 | Dortmund      | M. Pawliková     | J. Crossová  | J. Paprocká          | S. Koivistová   | N. Rajherová     | N. Rajherová     |
| 2007 | Quebec        | K. Solovejová    | J. Crossová  | J. Paprocká          | N. Rajherová    | S. Šehićová      | S. Šehićová      |
| 2009 | Mar del Plata | P. Žolnirová     | L. Kollerová | J. Paprocká          | A. Coronelová   | N. Korolainenová | N. Korolainenová |
| 2011 | Wellington    | S. Lubejová      | I. Działová  | C. Åkesdotterová     | J. Kozlačkovová | A. Nowaková      | A. Nowaková      |
| rok  | místo         | −50 kg           | −56 kg       | −62 kg               | −68 kg          | −75 kg           | +75 kg           |
| 2013 | Benidorm      | P. Hietaniemiová | I. Działová  | L. McCaghová         | E. Zającová     | J. Kozlačkovová  | L. Grønnesbyová  |
| 2015 | Jesolo        | B. Adolfsová     | C. Urbinaová | L. Foxová Longdonová | P. Gareliková   | J. Kozlačkovová  | N. Meppelderová  |
| 2017 | Dublin        | K. Laffanová     | A. Dąbrowská | E. Inceová           | L. Conwayová    | I. Schanderová   | N. Meppelderová  |
| 2019 | Inzell        |                  |              |                      |                 |                  |                  |
| 2023 | Tampere       |                  |              |                      |                 |                  |                  |
| 2025 | Poreč         |                  |              |                      |                 |                  |                  |
| 2027 | Budapešť      |                  |              |                      |                 |                  |                  |

#### ITF II
| rok  | místo          | −52 kg                 | −52 kg             | −58 kg           | −63 kg            | −70 kg            | +70 kg         | +70 kg              | +70 kg              | +70 kg         |
| ---- | -------------- | ---------------------- | ------------------ | ---------------- | ----------------- | ----------------- | -------------- | ------------------- | ------------------- | -------------- |
| 2003 | Soluň          | Čang Kum-suk           | Čang Kum-suk       | Kim Čong-e       | O Hjon-hwa        | I. Kolysnyčenková | Čchö Mjong-sim | Čchö Mjong-sim      | Čchö Mjong-sim      | Čchö Mjong-sim |
| 2005 | Sunshine Coast | Kum Suk Jang           | Kum Suk Jang       | A. Ivanova       | Song Hui Ro       | S. Noomaara       | Myong Sim Choe | Myong Sim Choe      | Myong Sim Choe      | Myong Sim Choe |
| rok  | místo          | −45 kg                 | −51 kg             | −57 kg           | −63 kg            | −69 kg            | −75 kg         | +75 kg              | +75 kg              | +75 kg         |
| 2007 | Bled           | Š. Muchamedrachimovová | Čang Kum-suk       | A. Ivasová       | Če Kal-un         | Sin Čong-hwa      | M. Curkovová   | O Hjon-hwa          | O Hjon-hwa          | O Hjon-hwa     |
| 2009 | Petrohrad      | Kim Yong Ok            | S. Metěginová      | A. Koleva        | An Yun Mi         | Kim Pom Mi        | Sa Ok Jin      | Ri Chol Ok          | Ri Chol Ok          | Ri Chol Ok     |
| 2011 | Pchjongjang    | Čong Čchan-suk         | S. Metěginová      | I Hjang          | A. Gajfutdinovová | I. Vlasovová      | Kim So-jon     | Kim Pom-mi          | Kim Pom-mi          | Kim Pom-mi     |
| 2013 | Sofie          | A. Mojsejenková        | V. Mojsejenková    | I Hjang          | Pak Mi-hjang      | Sin Čong-hwa      | Kim So-jon     | Čchö So-jon         | Čchö So-jon         | Čchö So-jon    |
| 2015 | Plovdiv        | I Un-čong              | V. Mojsejenková    | A. Naščineková   | A. Kostělecká     | Sin Čong-hwa      | Kim So-jon     | Čchö So-jon         | Čchö So-jon         | Čchö So-jon    |
| 2017 | Pchjongjang    | I Un-čong              | I Hjang-mi         | O. Levinová      | Pak Mi-hjang      | Sin Čong-hwa      | Kim So-jon     | Čchö So-jon         | Čchö So-jon         | Čchö So-jon    |
| rok  | místo          | −47 kg                 | −52 kg             | −57 kg           | −62 kg            | −67 kg            | −72 kg         | −72 kg              | −77 kg              | +77 kg         |
| 2019 | Plovdiv        | Kim Hyon Ok            | Yordanova Vasilena | Sitnilska Albena | Tsitova Maryia    | Kim Kum Jong      | Ham Su Gyong   | Anna Maria Kipourou | Anna Maria Kipourou | Pak Mi Hyang   |